# Suzanne Desprès

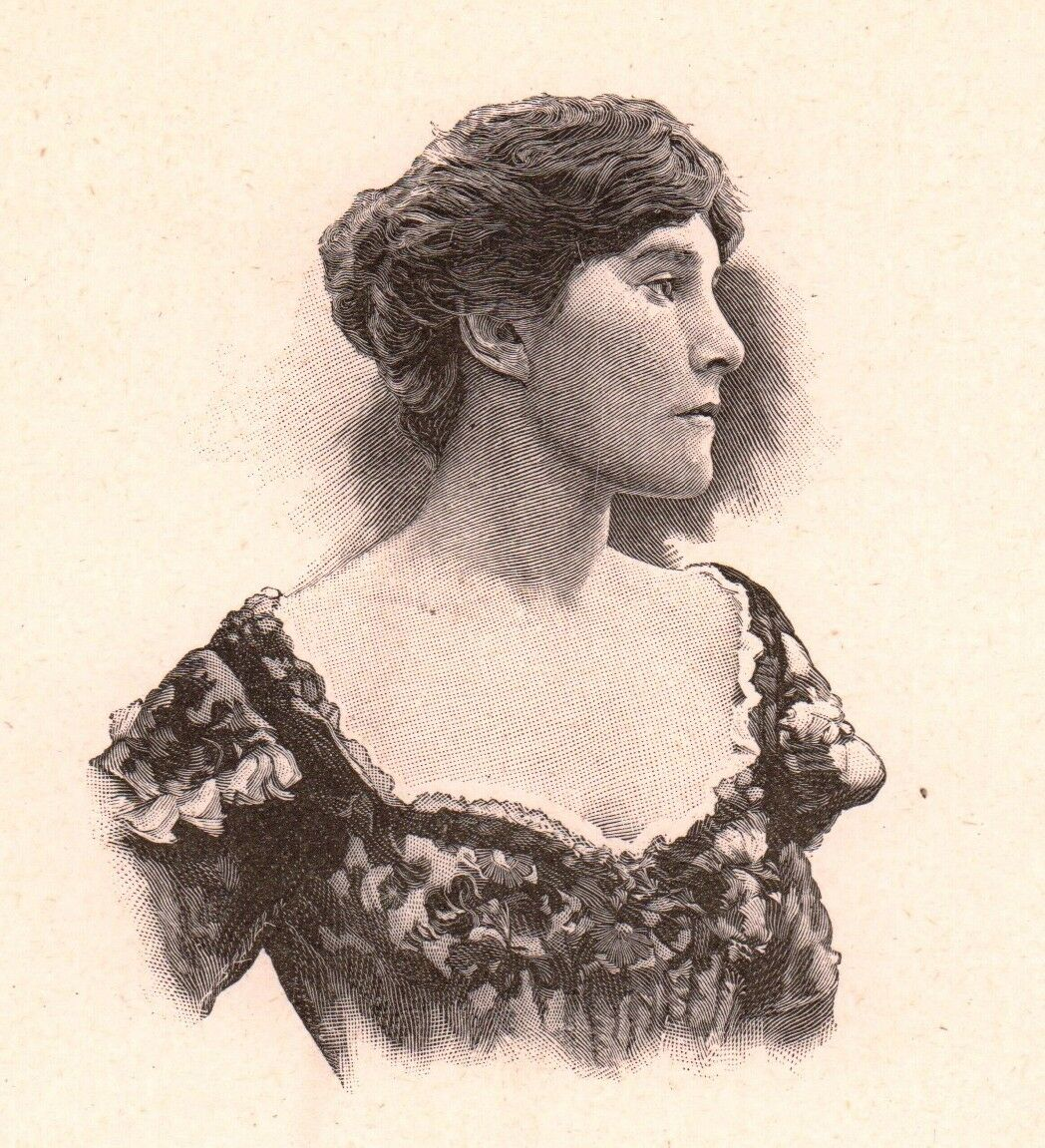
Suzanne Desprès.

Suzanne Desprès, född 18 december 1875, död 29 juni 1951, var en fransk skådespelare.
Desprès debuterade 1894 på Théâtre de l'Œuvre i Paris och tillhörde därefter huvudsakligen denna scen. 1895 gifte hon sig med teaterchefen där, Aurélien Lugné-Poë. Desprès genomgick 1898 konservatoriet och spelade bland annat på Théâtre-Français 1902 och Théâtre de l'Odéon 1908. I Stockholm uppträdde hon 1925 tillsammans med sin man. 
Bland Desprès roller märks Mandanika i Vasantasena, Hamlet, Elektra, Solveig och Aase i Peer Gynt, Svanhild i Kärlekens komedi, Hilde i Byggmästare Solness, Asta i Lille Eyolf, Mrs Warrens i Mrs Warrens yrke, Rautendelein i Den sjunkna klockan, Silvia i Gioconda, Natasja i Natthärbärget, Yanetta i Den röda kåpan och Poil de carotte.